# Zur Megede (Familie)
Megede, ter Megede, zur Megede, auch zur Magd, zur Megde (Domus dicta zu der Megede, Maget = Jungfrau), ist der Name eines alten Rittergeschlechts. Die Familie ist nicht zu verwechseln mit der Familie Mengden, welche ihren Namen nach der Herrschaft Mengede bei Dortmund hat.
Woher die Familie letztendlich stammt liegt im Dunkeln, aber es lassen sich folgende Linien nachweisen:

## Elsässische Linie

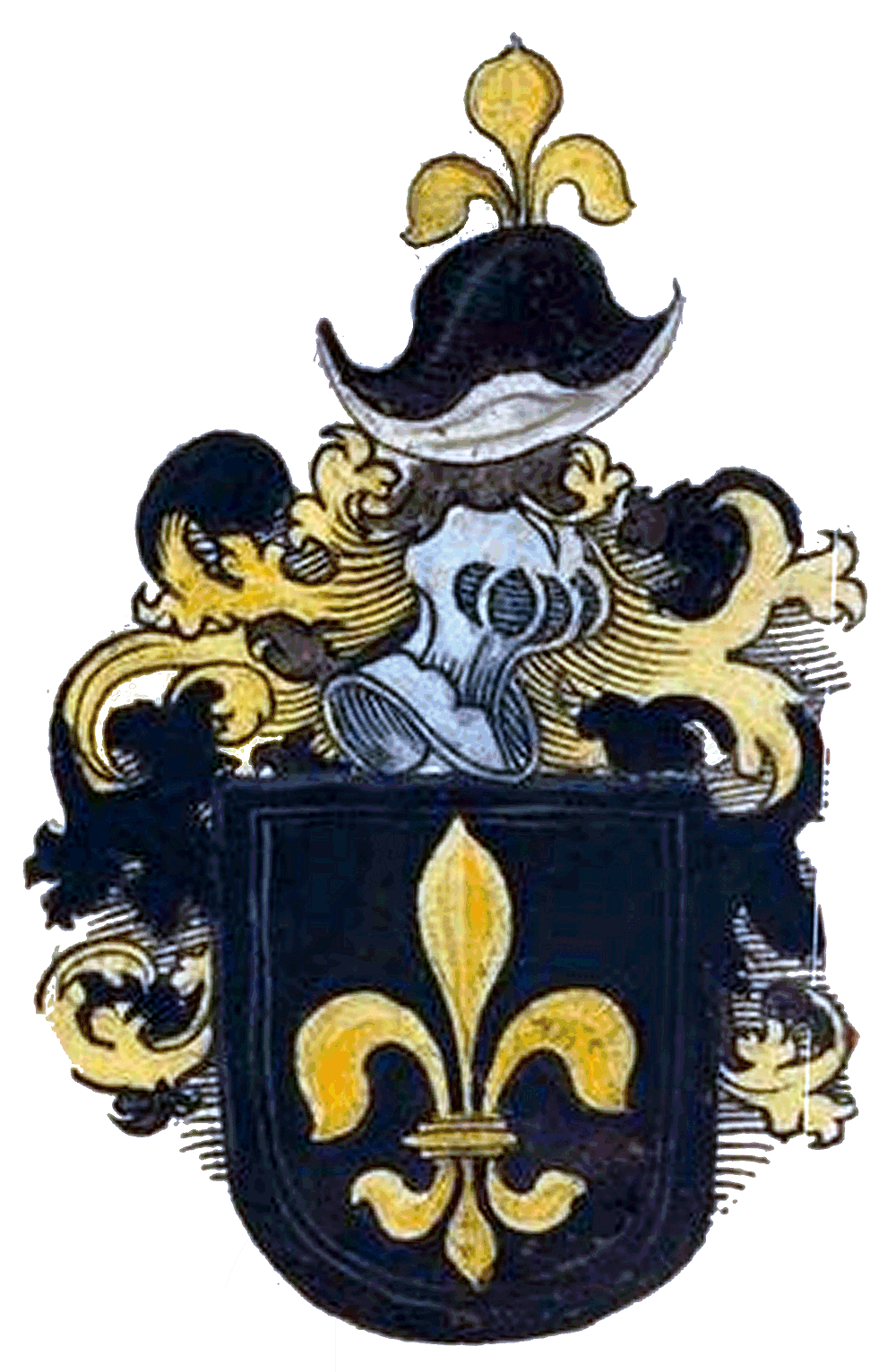
Elsässische Linie der „zur Mägdt (Megede)“

Cunrat der Maget vomme Rivsese kaufte 1276 Güter zu Rümersheim. 1295 findet man ihn in einer Verkaufsurkunde und 1303 taucht er mit seiner Frau Gertrudis in einer Schenkung an das Kloster Sankt Francisci. Ein anderer Conrad zu der Megede († 1342), ein Ritter von Straßburg und seine Frau Helewig von Blumenowe stiften 1316 Seelgeräte an ein Kloster. Sigelmann zu der Megede verkauft 1344 den alten Hof zu der Megede an Heinrich von Saarburg. Ein Johannes oder Henselin zu der Megede ein Kämmerer des Bischofs von Straßburg kaufte Besitz in der Mortenau, Vendenheim und Königshofen. Er saß 1347, 1354 und 1358 im Rat zu Straßburg, wurde als „Herr“ bezeichnet, hatte also den Ritterschlag erhalten und starb 1867. Sein Sohn Thomas heiratete Catharina, eine Tochter des Heinrich von Saarburg. Sein Enkel Conrad, hat ebenfalls im Rat gesessen und ist 1361 Stättemeister (Bürgermeister) gewesen. Dieser war mit einer Bertha Wetzel von Marsilien verheiratet. Nicolaus zur Megede saß zwischen 1342 und 1363 im Rat von Straßburg und war 1361 Stättemeister. 1380 Konrad zu der Megede und seine Frau Bertha stiften dem Straßburger Johanniterkloster eine Kapelle. Ein Thomas zur Megede war zwischen 1381 und 1401 im Rat, 1399–1400 Stättemeister und 1405 Oberschultheiß. Kunzman zu der Megedes († 1409) war mit einer Margarethe, der Tochter des Conrad (Kunze) von Winterthur zu dem Engel und mit Greta, der Tochter des Ritters Nicolaus Ottfriedrich verheiratet. Letztere vermachte ihrem Sohn Johannes Gülte in Zell bei Offenburg. In einer Urkunde von 1399 bekunden Meister Thomas zur Megede und der Rat zu Straßburg, dass sie eine verpfändete Burg und die Stadt Lichtenau wieder zur Lösung geben wollen. Caspar zur Megede († 1474), saß zwischen 1461 und 1467 im Rat. Sein Sohn Jacob (wohl einziger Sohn) soll 1522 als letzter seines Stammes verstorben sein.

## Westfälische Linie

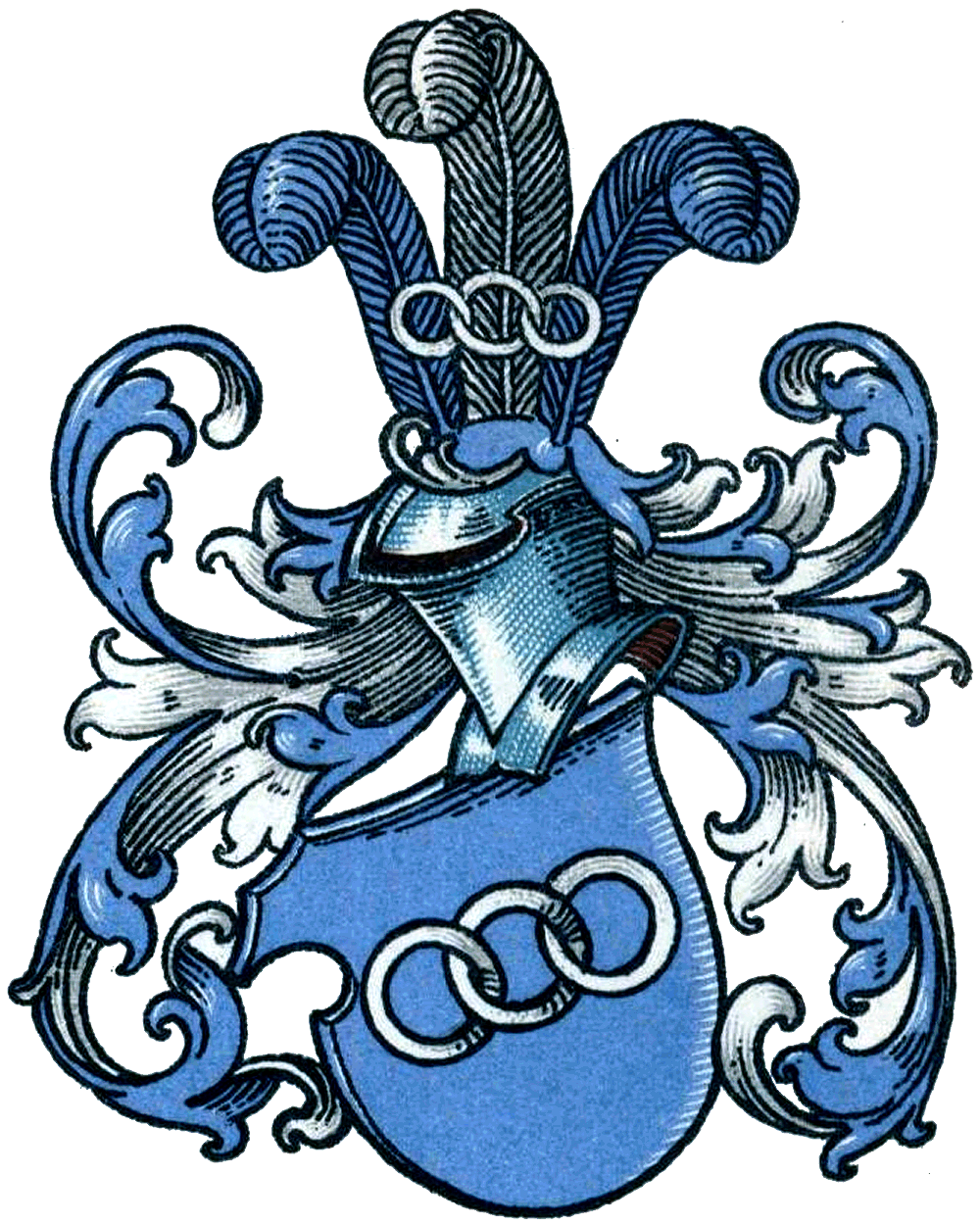
Westfälische Linie der „zur Megede“

Das Wappen des Joachim ter Megede, Tillmanns Sohn, wurde 1331 auf der großen Glocke zu Iserlohn gesetzt und bei der Umgießung nicht wieder draufgesetzt. Heinrich de puellarum ter Megede bedenkt 1366 der Kapellen Cosmae und Damiani. 1397 kaufte ein anderer Heinrich ter Megede von Ewert Werminghausen den zehnten zu Westick, märkische Lehne. 1438 verkaufte Diedrich ter Mergede der Sohn Heinrichs sein Gut an Heinrich Hoeckelinckhuis. 1458 wird ein Hermann ter Megede Rentmeister des Grafen von der Mark und erstmals Bürgermeister zu Iserlohn. Mit dem Stammvater Johann ter Megede (* ca. 1450), ebenfalls Bürgermeister zu Iserlohn, verheiratet mit Maria von Drechen, wird die Linie dann mit einer festen Bezugsperson fortgeführt. Sein Enkel Hermann (1568–1633), ebenfalls Bürgermeister zu Iserlohn, aber auch Richter und Rentmeister ebenda, schreibt seinen Namen erstmals „zur Megede“. Lothar Diedrich zur Megede (* 1634) wurde zu Orléans promovierter Dr. U. I. (Rechtswissenschaften). Er war erst Bürgermeister von Iserlohn und dann Rat und Kanzleidirektor zu Limburg (heute Hohenlimburg). Godfried Conrad zur Megede (* 1636) war brandenburgischer Cornet, verheiratet mit Elisabeth Müller aus Hamburg. Ihr Sohn Johann Conrad (1675–1795) begründete die Linie in Seeland. Die vier Söhne des Friedrich Gerd zur Megede (* 1650) zu Schleddenhof (heute Ortsteil von Iserlohn) waren alle Offiziere, von denen drei ihr Leben für das Vaterland gaben. Johann Hermann zur Megede (1680–1743) war königlich preußischer Hofrat und Domainenkommissarius, sowie Richter und Rentmeister zu Iserlohn. Ein Diedrich Friedrich zur Megede (1677–1740) war Leutnant in Dänischen Diensten. Dieses Geschlecht saß nicht nur im Raum Iserlohn, sondern auch im Raum Soest und später in Westpreußen zu Hintersee (Kreis Schwetz) begütert. 1824 besaßen sie noch das Gut Juchow (Kreis Neu-Stettin).

## Wappen
Blasonierungen

### Elsässische Linie
In Schwarz eine goldene Lilie. Auf dem Helm mit schwarz goldenen Decken auf einem schwarzen Hut mit silbernem Aufschlag eine halbe goldene Lilie (Codex Büheler, fol. 54 und Wappencodex des Vereins Herold, pag. 474, No. 4). Bei Herzog VI, pag. 187 auf # Hute eine g. Lilie, auf deren Spitze eine w. Straußenfeder. Johan 1346 und Conrad 1382 führten auf dem Helm eine halbe Lilie mit einem Hahnenfederbusche darauf, Thomas 1407 ohne denselben; Sigelmann 1362 eine ganze Lilie; Hans 1438 führte auf dem Helme einen Hut, darauf eine halbe Lilie, an deren Spitze ein Hahnenfederbusch, stattdessen bei Jacob 1519 eine Straußenfeder.

### Westfälische Linie
In Blau drei silberne, ineinander greifende, quergelegte silberne Ringe (Dieses leitet man laut Johann Dietrich von Steinen von den Drillingen Maria Angela, Maria Elseben und Maria Magdalena ab). Auf dem Helm mit blau-silbernen Decken drei silberne Ringe vor drei blauen Straußenfedern.

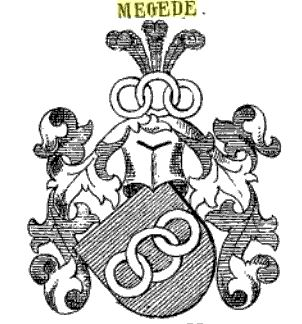
Westfälische Linie der „zur Megede“
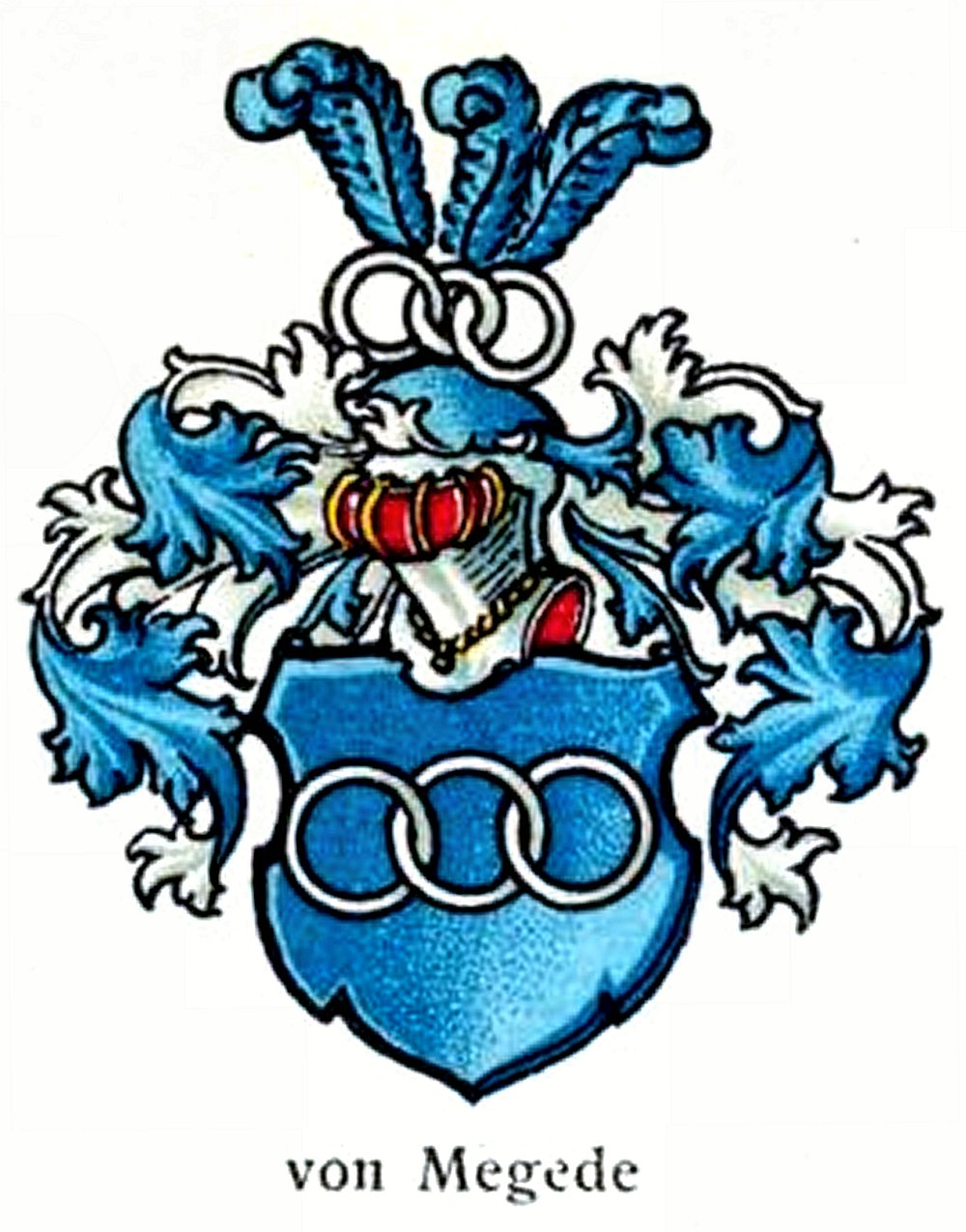
Wappen in der großen Wappensammlung